# Bistum Itapeva

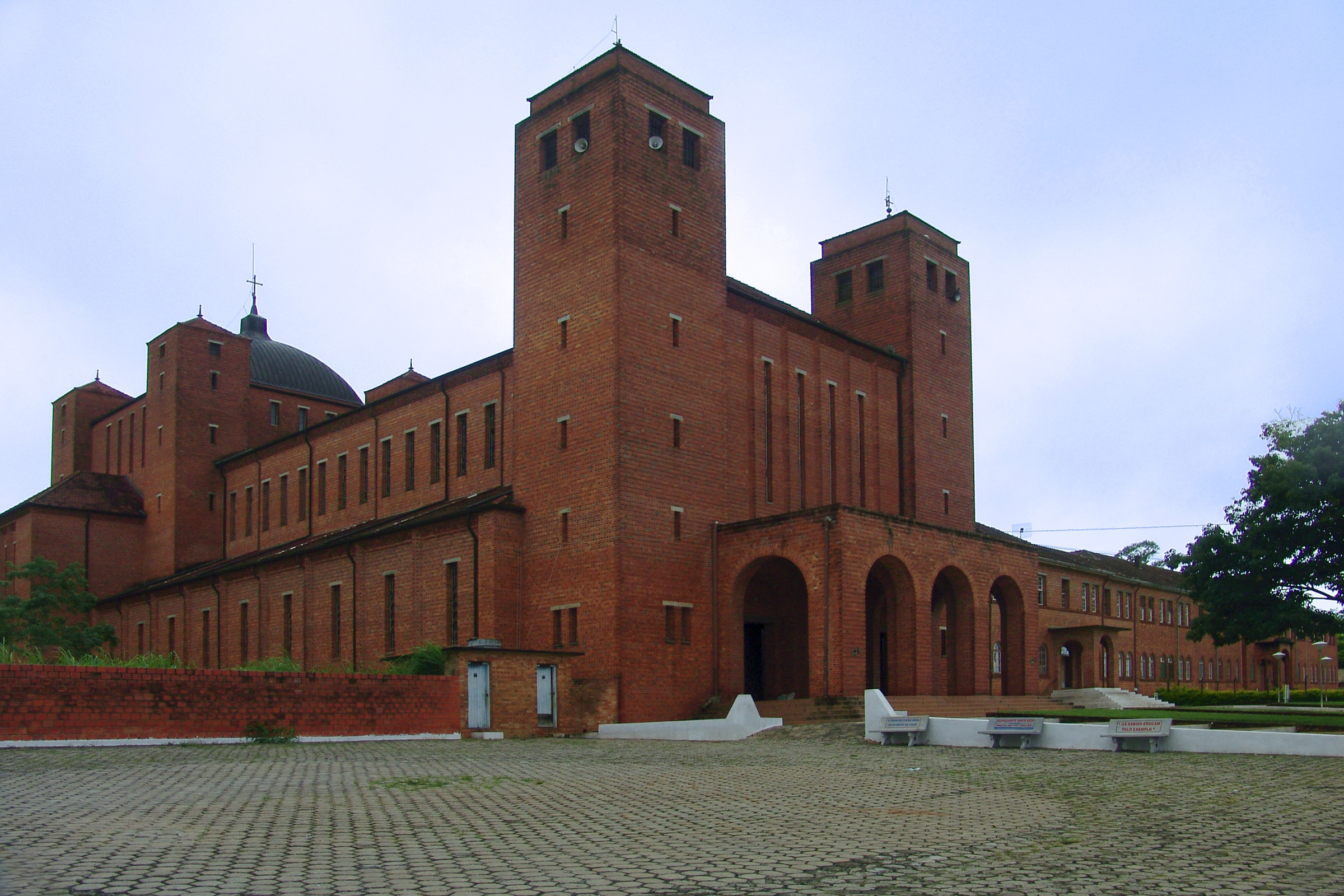
Zisterzienserabtei Unsere Liebe Frau von Hl. Kreuz in Itaporanga

Das Bistum Itapeva (lateinisch Dioecesis Itapevensis, portugiesisch Diocese de Itapeva) ist eine im brasilianischen Bundesstaat São Paulo gelegene römisch-katholische Diözese mit Sitz in Itapeva.

## Geschichte
Papst Paul VI. gründete es mit der Apostolischen Konstitution Quantum spei bonae am 2. März 1968 aus Gebietsabtretungen der Bistümer Sorocaba und Botucatu und es wurde dem Erzbistum São Paulo als Suffragandiözese unterstellt.
Teile seines Territoriums verlor es zugunsten der Errichtung:
- 19. Januar 1974 an das Bistum Registro;
- 15. April 1998 an das Bistum Itapetininga;
- 30. Dezember 1998 an das Bistum Ourinhos.

Am 29. April 1992 wurde es ein Teil der Kirchenprovinz des Erzbistums Sorocaba.

## Territorium
Das Bistum Itapeva umfasst die Gemeinden Apiaí, Barão de Antonina, Barra do Chapéu, Bom Sucesso de Itararé, Buri, Capão Bonito, Coronel Macedo, Guapiara, Itaberá, Itaí, Itaóca, Itapeva, Itapirapuã Paulista, Itaporanga, Itararé, Ribeira, Ribeirão Branco, Ribeirão Grande, Riversul und Taquarituba des Bundesstaates São Paulo.

## Bischöfe von Itapeva
- Silvio Maria Dário (27. März 1968 – 2. Mai 1974)
- José Lambert Filho CSS (4. Januar 1975 – 30. November 1979, dann Koadjutorbischof von Sorocaba)
- Fernando Legal SDB (28. März 1980 – 25. April 1985, dann Bischof von Limeira)
- Alano Maria Pena OP (11. Juli 1985 – 24. November 1993, dann Bischof von Nova Friburgo)
- José Moreira de Melo (17. Januar 1996 – 19. Oktober 2016)
- Arnaldo Carvalheiro Neto (19. Oktober 2016 – 15. Juni 2022, dann Bischof von Jundiaí)
- Eduardo Malaspina (seit 28. Dezember 2022)